# 張學明 (歷史學家)
張學明（Fred Cheung，1951年9月8日—），香港中文大學歷史系前任教授及高級講師。早年就讀鄧肇堅維多利亞官立中學，後來分別在1976年於香港中文大學取得文學學士(歷史系)和1983年於加利福尼亞大學聖塔芭芭拉分校取得博士學位(中古史)。博士論文題目是《中古帝國的權力鞏固模式：從武士貴族到王室科層統治》。著作有《中西神話》。1978年出版第一本史学翻译著作：霍尔本（Hajo Holborn）的《欧洲没落》（Political Collapse of Europe）,又于1986年翻译、出版导师贺力斯特（C. Warren Hollister）的著作《西洋中古史》（Medieval Europe。此外，他被任命為新亞書院高級講師（2014年8月1日－2017年7月31日）。